# Muhsin Al-Ramli
Muhsin Al-Ramli, né en 1967 en Irak, est un écrivain, poète et journaliste irakien, vivant en Espagne depuis 1995.

## Biographie
Docteur en philosophie et lettres, philologie espagnole de l'Université autonome de Madrid en 2003, avec comme sujet de thèse : Les traces de la culture islamique dans Don Quixote. Traducteur de plusieurs classiques espagnols à l’arabe. Coéditeur du magazine culturel Alwah. Il est professeur au campus madrilène de Saint Louis University.

## Œuvres
- Regalo del siglo que viene (conte court), Amman, 1995
- En busca de un corazón vivo  (théâtre) Madrid, 1997
- Hojas lejanas del Tigris (conte court), Amman, 1998
- Scattered Scrumbs (roman), University of Arkansas Press, 2003, traduction de l'arabe (al-Fatit al-mubathar, 2000) par Yasmeen S. Hannoosh  (ISBN 978-1557287502)
- Risueña noche de bombardeo, (roman) 2003
- Todos Somos Viudos de Las Respuestas (poésie), traduction de l'arabe en espagnol par l'auteur, traduction en anglais par Alycia M. Rivard et Samantha Lewis, Alfalfa, 2008  (ISBN 978-84-9821-870-1)
- Doigts de dattes (Dedos de Dátiles) (roman), El Tercer Nombre, 2008  (ISBN 978-84-96693-35-7)
- Endormie au milieu de soldats (poésie) 2011.
- Oranges de Baghdad et amour chinois (conte court) 2011.
- Président jardins, (roman) 2012.
- Le loup de l'amour et livres, (roman) 2015.

### Traductions de l'espagnol à l'arabe
- Entremeses, Miguel de Cervantes, Amman, 2001
- Fuenteovejuna, Lope de Vega, Amman, 2001
- Estudiante de Salamanca, José de Espronceda, Amman, 2002
- Poetas españoles del Siglo de Oro, anthologie, Amman, 2002
- Cuentos españoles del Siglo de Oro, anthologie, Damas, 2003
- La realidad de la novela en el mundo contemporáneo, Émirats arabes unis, 2002.
- Las catedrales del agua, Juan Massana, Bagdad, 2005
- Breve historia de la literatura española, Damas, 2006
- Salah Niazi y las canciones para pueblos sin palomas, Bagdad, 2007
- Frutas y sangre, anthologie de la poésie colombienne du XXe siècle, Algérie, 2010.

### Traductions de l'arabe à l'espagnol
- Asientos, poèmes de Ibrahim Nasrallah, Madrid, 2001
- Antología de Babel, Ed. Odisea, Madrid, 2003
- A las orillas del Tigris, Venezuela, 2006
- Armas de expresión masiva, anthologie de la poésie irakienne contemporaine, Ed. Arquitrave, Colombie, 2008
- Vida usada, poèmes de Salah Hassan, Ed. Uni. du Costa Rica, 2008